# Esther Wangeshi
Esther Wangeshi (ur. 22 marca 1990) – kenijska siatkarka, reprezentantka kraju. Obecnie występuje w drużynie Kenya Pipeline Company.